# Nel Noddings
Nel Noddings (/nɑːdɪŋz/; née le 19 janvier 1929 et morte le 25 août 2022) est une philosophe, féministe et professeure américaine, connue pour ses travaux en philosophie de l'éducation, théories de l'apprentissage et en éthique de la sollicitude,.

## Biographie
Nel Noddings est diplômée d'un bachelor en mathématiques et sciences physiques au Montclair State College dans le New Jersey, d'un master de mathématiques à l'université Rutgers, et d'un Ph. D. en sciences de l'éducation à la Stanford Graduate School of Education. 
Tout au long de sa carrière, Nel Roddings a travaillé dans l'éducation de diffiérentes manières. Avant d'avoir son Ph. D., elle a passé sept ans en tant que professeur de mathématiques dans une école élémentaire et un collège. Après son doctorat, elle devient membre de la faculté de Stanford en 1977, et professeur de sciences de l'éducation de 1992 à 1998. Elle reçoit à trois reprises (1981, 1982 et 1997) des récompenses pour l'excellence de ses cours et de sa pédagogie. Après avoir quitté Stanford, elle occupe des postes à l'université Columbia et à l'université Colgate. 
Elle a également été présidente de la société de Philosophie de l'éducation ainsi que de la Société John Dewey.